# Навернені в індуїзм
Список відомих людей що навернулися в індуїзм.

## З авраамічних релігій

### З юдаїзму
- Крішна Дас (ім'я при народженні Джефрі Каґель) — американський співак та музикант. Відомий своїми піснями у традиційному індуїстському стилі, званому бгаджан або кіртан.
- Хрідаянанда Ґосвамі (ім'я при народженні Ховард Резник) — вчений-санскритолог та крішнаїтський релігійний діяч, один з духовних лідерів Міжнародного Товариства Свідомості Крішни. Учень Бгактіведанти Свамі Прабгупади.[1]
- Рам Дас (ім'я при народженні Річард Альперт) — шанувальник Ханумана. Професор психології Гарвардського університету.[2]
- Джером Девід Селінджер — американський письменник, класик літератури США XX століття, найбільш відомий як автор роману «Над прірвою у житі».[3]

### З ісламу

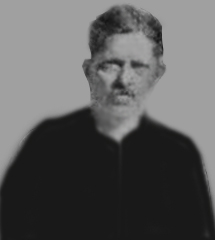
Харілал Ґанді син Магатми Ґанді

- Букка I — цар Віджаянагарської імперії. Навернувся в іслам, а потім знову перейшов в індуїзм.[4]
- Харіхара I — цар Віджаянагарської імперії. Навернувся на іслам, а потім повернувся в індуїзм.[4]
- Аннапурна Деві — відома сітаристка північноіндійської традиції класичної індійської музики.[5]
- Ашиш Кхан — індійський музикант.[6]
- Хассан Палаккоде — малаялі письменник на тематику іслама.[7]
- Мірза Саліх — один з впливових діячів при дворі імператора Акбара.[8]
- Сармад — поет, містик і суфійський святий вірмено-єврейського походження. Приїхав в Індію з Персії. Був обезголовлений за єресь могольським імператором Аурангзебом. Сармад на короткий час перейшов з юдаїзму в іслам, а потім в індуїзм. Пізніше він відкинув всі релігії і Бога.[9][10]
- Анвар Шайх — британський письменник.[11]
- Харілал Ґанді — син Магатми Ґанді. Після навернення в іслам він прийняв ім'я «Абдулла Ґанді», але пізніше повернувся назад в індуїзм.[12]

## З інших дгармічних релігій

### З буддизму
- Раджасінгхе I — Шрі-ланкійських цар, який завоював Канді.[13]
- Васудева I — Кушанський цар.[14]

### З джайнізму
- Вішнувардхана — цар імперії Хойсала відомий за побудованими ним храмами.[15]

## З анімізму
- Чарайронґба — Маніпурський правитель.
- Памхейба — Маніпурський цар.[16]
- Сухунґмунґ — правитель Ахома, який розширив територію Ассаму до Царства Камарупи.[17]
- Супанґмунґ — правитель Ахомa. Навернувся в Вайшнавізм.[18]
- Сусенґпха  — правитель Ахомa, під час правління якого почалася Ахомо-могольська війна.[19]

## З атеїзму
- Анні Безант — теософ, оратор та феміністка.[20]
- Джон Добсон — американський астроном і дизайнер телескопів. Був атеїстом перед тим як став послідовником веданти.[21][22]
- Сіта Рам Гоел — індійський письменник і індуїстський активіст.[23]

## Інші
- Аґехананда Бгараті (ім'я при народженні Леопольд Фішер) — вчений-санскритолог, письменник, і індуський чернець дашанамі-сампрадаї.[24]
- Ален Даніелу — французький історик, музикознавець, і індолог. Навернувся в шиваїзм.[25]
- Амбаріша Дас (ім'я при народженні Альфред Форд) — американський бізнесмен та меценат,[26] піклувальник міжнародного благодійного фонду «Форд Моторс Компані», правнук легендарного засновника автомобільного концерну «Ford» Генрі Форда. У 1975 році навернувся в індуїзм, одержавши духовне посвячення від засновника Міжнародного Товариства Свідомості Крішни (ІСККОН) Бгактіведанти Свамі Прабгупади.[27]
- Ніна Гаген — німецька співачка, панк-рок музикант, автор пісень, актриса. Телеканал MDR назвав її «матір'ю панка».[28][29]
- Сатьяраджа Дас (ім'я при народженні Стівен Дж. Роузен) — американський письменник, учень Бгактіведанти Свамі Прабхупади. Засновник і головний редактор наукової публікації з Вайшнавізму — релігійно-філософського журналу «Вивчення вайшнавізму» («The Journal of Vaishnava Studies»). Редактор офіційного журналу Руху свідомості Крішни — «Назад до Бога» («Back to Godhead»).
- Олдос Гакслі — англійський письменник, який емігрував до США. Автор відомого роману-антиутопії «Дивний новий світ». Учень Свамі Прабгавананди.[30]
- Джо Дон Луні — гравець американського футболу. Послідовник Свамі Муктананди.[31]
- Джордж Гаррісон
- Джон Маклафлін відомий також як Махавішну Джон Маклафлін — британський гітарист в стилі джаз-ф'южн. Учень Шрі Чинмоя.[32]
- Шаунака Ріші Дас — крішнаїтський релігійний діяч. Засновник «Оксфордського центру досліджень індуїзму». Послідовник Міжнародного Товариства Свідомості Крішни. Учень Сатсварупи даса Ґосвамі.[33][34]
- Лекс Хіксон — поет, філософ і вчитель. Учень Свамі Нікгілананди.[35]
- Матіас Руст — німецький спортсмен-пілот, у 1987 р. у віці 18 років здійснив переліт з Гельсінкі в Москву і приземлився на Червоній площі, незайманий радянською ППО.[36][37] У 1996 р. одружився з індійською дівчиною на ім'я Ґіта, дочкою багатого торговця чаєм з Бомбея. Руст перейшов в індуїзм, а церемонія одруження пройшла в Індії за індуїстськім обрядом.
- Тамала Крішна Ґосвамі (ім'я при народженні Томас Герциґ) — крішнаїтський богослов і проповідник. Був одним з духовних лідерів Міжнародного Товариства Свідомості Крішни. Учень Бгактіведанти Свамі Прабгупади.
- Келлі Вільямс — американська актриса.[38]